# Nagranie wielośladowe

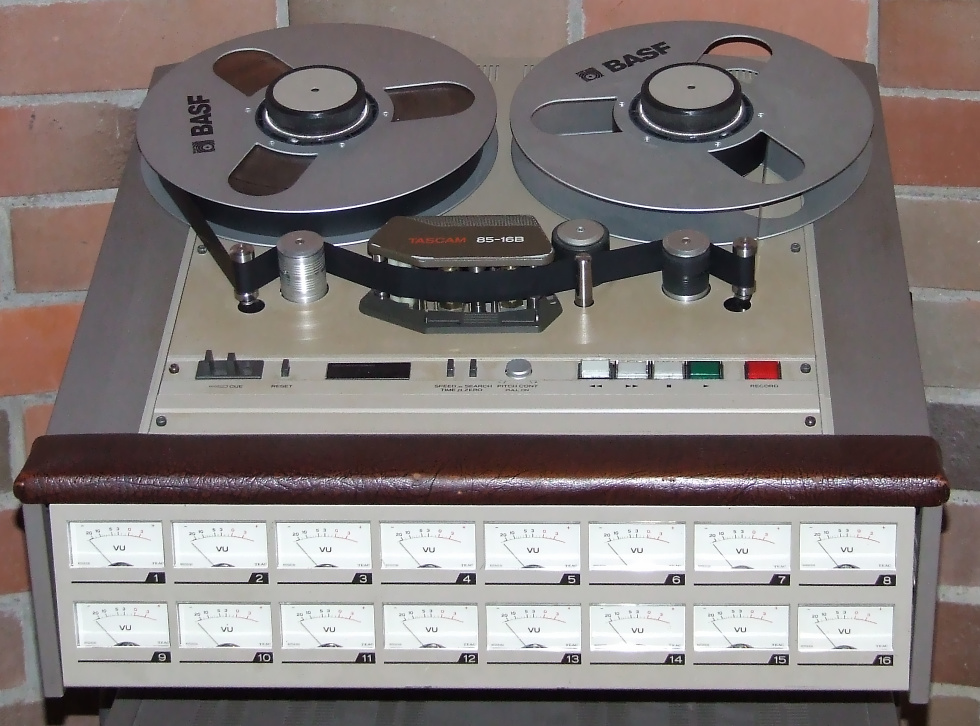
Wielośladowy magnetofon TASCAM 85 16B

Nagranie wielośladowe – sposób rejestracji nagrań dźwiękowych, gdy różne źródła dźwięków są nagrywane na pojedyncze ślady, z których sygnały mogą następnie być odsłuchiwane równocześnie. Metoda powstała w 1955 roku, a jej wynalazcą jest Les Paul wraz z Rossem Snyderem. Od tej pory, gdy pojawiły się pierwsze magnetofony wielościeżkowe, realizator dźwięku mógł nagrać każdy instrument osobno i potem łączyć go z nagraniami pozostałych instrumentów na innych ścieżkach. Technika ta osiągnęła szczyt w latach 70. XX wieku. Przykładem nagrania wielośladowego jest album McCartney, nagrany na czterośladowym magnetofonie pożyczonym z EMI. We współczesnej muzyce nagranie wielośladowe jest możliwe np. za pomocą sekwencerów wielościeżkowych.